# Himalajagroenling
De himalajagroenling (Chloris spinoides synoniem:Carduelis spinoides) is een zangvogel uit de familie van vinkachtigen (Fringillidae).

## Verspreiding en leefgebied
Deze soort telt twee ondersoorten:
- C. s. spinoides: Pakistan, de Himalaya, noordoostelijk India en zuidelijk Tibet.
- C. s. heinrichi: noordoostelijk India en westelijk Myanmar.